# Список підводних човнів Франції
Список підводних човнів Франції — перелік підводних човнів французького флоту, які перебували та перебувають на озброєнні з кінця XIX століття до теперішнього часу. Список представлений у хронологічному порядку, починаючи з 1860-х років.

## Список підводних човнів Франції

### Підводні човни 1860—1919 років
| «Наяд» «Проті» «Перле» «Естурджон» «Боніте» |  | «Тон» «Суффлер» «Дораде» «Лінкс» «Людіон» |  | «Лутре» «Кастор» «Фоке» «Отарі» «Медюз» |  | «Урсін» «Грондін» «Онджіл» «Алозе» «Трюте» |

| «Плювіоз» «Вантоз» «Жерміналь» «Флореаль» «Преріаль» «Месидор» |  | «Термідор» «Фрюктидор» «Вандем'єр» «Папен» «Френель» «Бертло» |  | «Монж» «Ампер» «Гей-Люссак» «Ватт» «Кюньо» «Жіффар» |

| «Брюмер» «Фример» «Нівоз» «Фуко» «Ейлер» «Франклін» |  | «Фарадей» «Вольта» «Ньютон» «Монгольф'є» «Бернуллі» «Джоуль» |  | «Кулон» «Араго» «Кюрі» «Левер'є» |

| «Амфітрит» «Астрі» «Артеміс» «Арет'юз» |  | «Аталанте» «Амаранте» «Аріан» «Андромакі» |

### Підводні човни 1919—1945 років
| «Діана» «Медюз» «Антіоп» «Амфітріт» |  | «Амазон» «Орфі» «Ореад» «Сібіл» «Сай» |

| «Рокен» «Суффле» «Морзе» «Нарвал» |  | «Марсун» «Дофін» «Кайман» «Фог» «Еспадон» |

| «Редутабль» «Вендже» «Паскаль» «Пастер» «Анрі Пуанкаре» «Понселе» |  | «Аркімед» «Френель» «Монж» «Акіл» «Аякс» «Актеон» |  | «Ахерон» «Арго» «Проміті» «Персі» «Проті» «Пегасі» |  | «Фенікс» «Л'Еспуа» «Ле Глор'є» «Ле Сентавр» «Ле Еро» «Ле Конкеран» |  | «Ле Тоннант» «Агоста» «Бевез'е» «Уессан» «Сіді-Ферух» «Сфакс» «Касаб'янка» |

| «Сафір» «Токвойз» «Наутілус» |  | «Рубі» «Діаман» «Перле» |

| «Мінерв» «Юно» «Вені» |  | «Іріс» «Паллас» «Ціре» |

| «Аурор» «Креол» «Фаворі» |  | «Африкан» «Астрі» «Андромеде» «Артеміс» |

### Підводні човни Холодної війни
| Тип                                 | Зображення | Роки побудови                  | Роки експлуатації | Кількість кораблів типу | ПЧ | Прим.                                                                |
| ----------------------------------- | ---------- | ------------------------------ | ----------------- | ----------------------- | --- | -------------------------------------------------------------------- |
| Підводні човни Холодної війни       |            |                                |                   |                         | |                                                                      |
| Трофейні німецькі підводні човни    |            |                                |                   |                         | |                                                                      |
| VII                                 |            | 1941 — 1943                    | 1945 — 1963       | 2                       | «Мілле» «Лобі»                                                                                          | трофейні німецькі ПЧ типу VII                                        |
| IX                                  |            | 1939 — 1940                    | 1946 — 1959       | 2                       | «Блезон» «Буан»                                                                                         | трофейні німецькі ПЧ типу IX                                         |
| XXI                                 |            | 1944                           | 1946 — 1967       | 1                       | «Ролан Морілло»                                                                                         | трофейний німецький ПЧ типу XXI                                      |
| XXIII                               |            | 1944                           | 1946              | 1                       | U-2326                                                                                                  | трофейний німецький ПЧ типу XXIII                                    |
| Британські підводні човни           |            |                                |                   |                         | |                                                                      |
| «S»                                 |            | 1940 — 1942                    | 1951 — 1959       | 4                       | «Сафір» «Сібіл» «Сірен» «Султан»                                                                        | британські човни типу «S», проданих ВМС Франції                      |
| Підводні човни власного виробництва |            |                                |                   |                         | |                                                                      |
| «Нарвал»                            |            | 1954 — 1960                    | 1957 — 1992       | 6                       | «Нарвал» «Марсун» «Дофін» «Рокен» «Еспадон» «Морзе»                                                     |                                                                      |
| «Арет'юз»                           |            | 1955 — 1960                    | 1958 — 1981       | 4                       | «Арет'юз» «Аргонот» «Амазон» «Аріан»                                                                    |                                                                      |
| «Дафне»                             |            | 1963 — 1975                    | 1964 — 1996       | 11                      | \| «Дафне» «Діан» «Доріс» «Еврідіка» \| \| «Флор» «Галаті» «Мінерв» «Юно» \| \| «Вені» «Сай» «Сірен» \| |                                                                      |
| «Жимно»                             |            | 1963 — 1966                    | 1966 — 1986       | 1                       | «Жимно»                                                                                                 | експериментальний дизельний ПЧ, озброєний балістичними ракетами      |
| «Агоста»                            |            | 1972 — 1978                    | 1977 — 2001       | 4                       | «Агоста» «Бевез'е» «Ла Прая» «Уессан»                                                                   | ще 9 ПЧ цього типу будувалися на замовлення ВМС Іспанії та Пакистану |
| «Дафне» «Діан» «Доріс» «Еврідіка»   |            | «Флор» «Галаті» «Мінерв» «Юно» |                   | «Вені» «Сай» «Сірен»    | |                                                                      |

### Атомні ПЧ Франції
| Тип               | Зображення | Роки побудови  | Роки експлуатації | Кількість кораблів типу | ПЧ                                                                      | Прим.                                                                                  |
| ----------------- | ---------- | -------------- | ----------------- | ----------------------- | ----------------------------------------------------------------------- | -------------------------------------------------------------------------------------- |
| Атомні ПЧ Франції |            |                |                   |                         |                                                                         |                                                                                        |
| «Редутабль»       |            | 1964 — 1985    | 1971 — 2008       | 6                       | «Редутабль» «Террібль» «Фудруа» «Індомтабль» «Ле Тоннант» «Інфлексібль» | перші підводні човни Франції з атомною рухомою установкою                              |
| «Рубі»            |            | 1976 — 1993    | 1983 — по т.ч.    | 6                       | «Рубі» «Сафір» «Касаб'янка» «Емерод» «Аметист» «Перле»                  |                                                                                        |
| «Тріумфан»        |            | 1986 — 2008    | 1997 — по т.ч.    | 4                       | «Тріумфан» «Темере» «Віджільон» «Террібль»                              |                                                                                        |
| «Баракуда»        |            | 2007 — по т.ч. | 2022 — по т.ч.    | 1+5                     | «Сюффрен»                                                               | у різній стадії будівництва «Дюге-Труен», «Турвіль», «Де Грассе», «Рубі», «Касаб'янка» |